# 12人の怒れる男
『12人の怒れる男』 (12にんのいかれるおとこ、12) は、2007年のロシアのドラマ・サスペンス映画。『十二人の怒れる男』を現代のロシアに舞台を置き換えてリメイクした作品である。ニキータ・ミハルコフ監督作。
第64回ヴェネツィア国際映画祭のコンペティション部門に出品された。この映画祭で監督のニキータ・ミハルコフは、特別銀獅子賞（生涯功労賞）を受賞した。また、第80回アカデミー賞では外国語映画賞にノミネートされた。
罪に問われた少年を12人の陪審員の1人である主人公が無罪を主張していくというオリジナルと同様の内容に、少年をチェチェン紛争の孤児にするなど、背景に現代ロシアが抱える社会問題を大きく取り上げている。

## キャスト
| 役名       | 俳優                         | 日本語吹替 |
| ---------- | ---------------------------- | ---------- |
| 陪審員1番  | セルゲイ・マコヴェツキイ     | 立川三貴   |
| 陪審員2番  | ニキータ・ミハルコフ         | 勝部演之   |
| 陪審員3番  | セルゲイ・ガルマッシュ       | 廣田行生   |
| 陪審員4番  | ヴァレンティン・ガフト       | 伊井篤史   |
| 陪審員5番  | アレクセイ・ペトレンコ       | 宝亀克寿   |
| 陪審員6番  | ユーリ・ストヤノフ           | 石住昭彦   |
| 陪審員7番  | セルゲイ・ガザロフ           | 長克巳     |
| 陪審員8番  | ミハイル・イェフレモフ       | 伊藤和晃   |
| 陪審員9番  | アレクセイ・ゴルブノフ       | 仲野裕     |
| 陪審員10番 | セルゲイ・アルツィバシェフ   | 塾一久     |
| 陪審員11番 | ヴィクトル・ヴェルジビツキイ | 小島敏彦   |
| 陪審員12番 | ロマン・マヂヤーノフ         | 浦山迅     |

- その他の声の吹き替え：御園行洋／高橋研二／瑚海みどり／加納千秋／原田晃／赤池裕美子／一馬芳和／坂本くんぺい／森夏姫／宇乃音亜季／小松史法／広田みのる